# Mais qu'est-ce que je viens foutre au milieu de cette révolution ?
Pour plus de détails, voir Fiche technique et Distribution.
Mais qu'est-ce que je viens foutre au milieu de cette révolution ? (Che c'entriamo noi con la rivoluzione?) est un film italien réalisé par Sergio Corbucci, sorti en 1972.

## Synopsis
Le metteur en scène de théâtre Don Albino Moncalieri et son unique employé, Guido Guidi, ont désespérément besoin d'argent. Ils acceptent immédiatement lorsqu'ils sont embauchés par un certain Peppino Garibaldi, qui semble être un parent éloigné du célèbre Giuseppe Garibaldi. En tournée à travers le Mexique, ils se retrouvent accidentellement impliqués dans des activités révolutionnaires et vivent le brouillard de la guerre.

## Fiche technique
- Titre original : Che c'entriamo noi con la rivoluzione?
- Titre français : Mais qu'est-ce que je viens foutre au milieu de cette révolution ?
- Réalisation : Sergio Corbucci
- Scénario : Sergio Corbucci, Massimo Franciosa et Sabatino Ciuffini
- Photographie : Alejandro Ulloa
- Musique : Ennio Morricone
- Production : Mario Cecchi Gori et Luciano Luna
- Pays d'origine :  Italie
- Genre : western
- Dates de sortie :
  -  Italie : 19 décembre 1972
  -  Espagne : 24 juin 1974
  -  France : 23 octobre 1974

## Distribution
- Vittorio Gassman : Guido Guidi
- Paolo Villaggio : Don Albino Moncalieri
- Riccardo Garrone : Peppino
- Eduardo Fajardo : Herrero
- Lorenzo Robledo